# Carson (Dakota du Nord)
Pour les articles homonymes, voir Carson.
La ville de Carson est le siège du comté de Grant, dans l’État du Dakota du Nord, aux États-Unis. Sa population, qui s’élevait à 293 habitants lors du recensement de 2010, est estimée à 269 habitants en 2019.

## Histoire
Carson a été fondée en 1910 quand le Great Northern Railway a été prolongé jusqu’à cet endroit. Le nom de la localité est l’amalgame du nom de deux des premiers habitants : Frank Carter et Simon Pederson.

## Démographie
| Groupe            | Carson | Dakota du Nord | États-Unis |
| ----------------- | ------ | -------------- | ---------- |
| Blancs            | 99,3   | 90,0           | 72,4       |
| Métis             | 0,3    | 1,8            | 2,9        |
| Amérindiens       | 0,3    | 5,4            | 0,9        |
| Autres            | 0,1    | 2,8            | 23,8       |
| Total             | 100    | 100            | 100        |
|                   |        |                |            |
| Latino-Américains | 0,7    | 2,0            | 16,7       |

Selon l’American Community Survey, pour la période 2011-2015, 97,79 % de la population âgée de plus de 5 ans déclare parler l’anglais à la maison et 2,21 % déclare parler l’allemand.
| 1920 | 1930 | 1940 | 1950 | 1960 | 1970 |
| ---- | ---- | ---- | ---- | ---- | ---- |
| 277  | 356  | 473  | 493  | 501  | 466  |

| 1980 | 1990 | 2000 | 2010 | - | - |
| ---- | ---- | ---- | ---- | - | - |
| 469  | 383  | 319  | 293  | - | - |

## Climat
Selon la classification de Köppen, Carson a un climat continental humide, abrégé Dfb.

## Galerie photographique

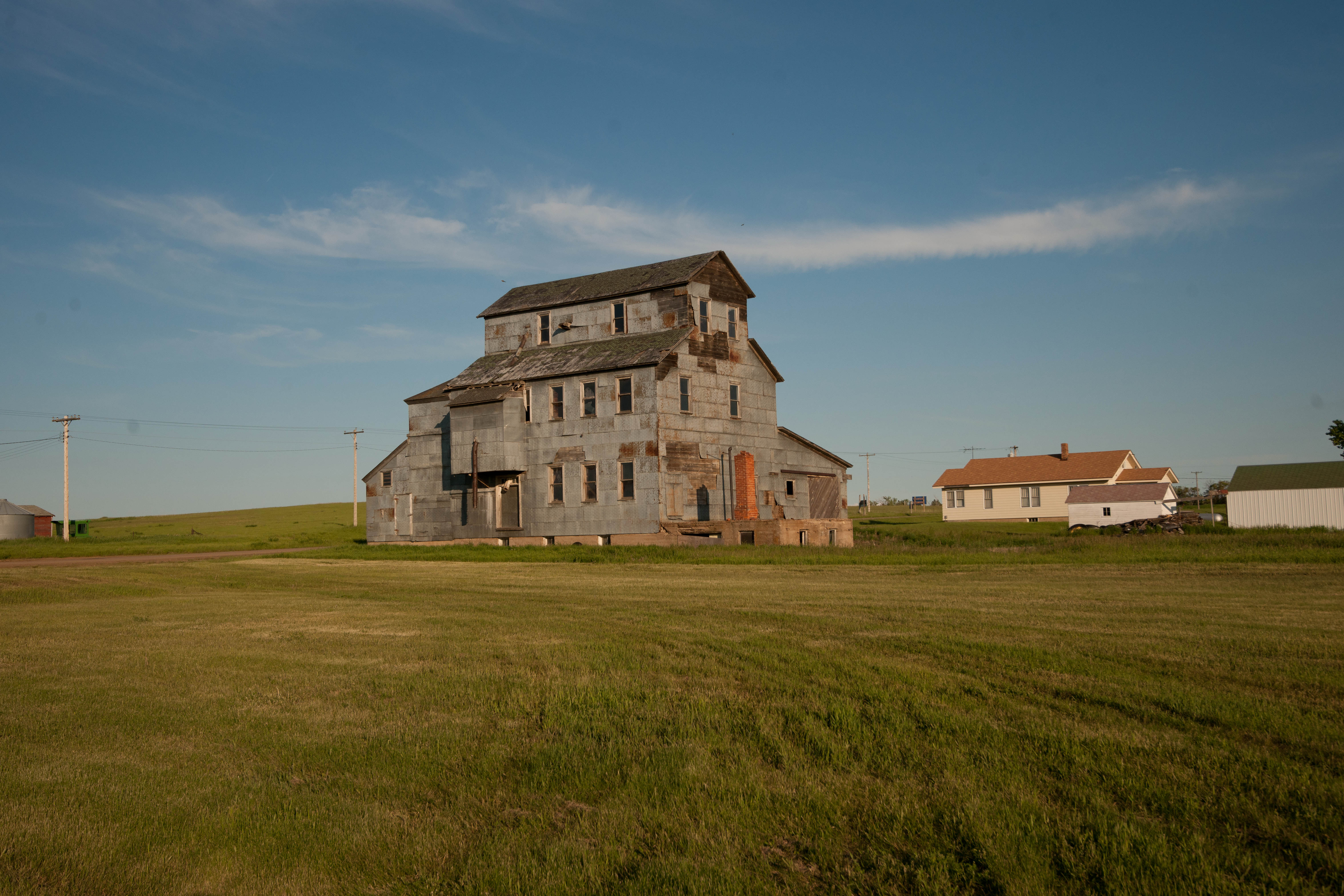
Le moulin de Carson (1913), classé monument historique